# Hamilton (Ontario)
Hamilton [ˌhæməltən] ist eine Großstadt mit mehr als einer halben Million Einwohnern in der Provinz Ontario in Kanada. Sie liegt etwa 70 km südwestlich von Toronto am Westende des 19.011 km² großen Ontariosees.

## Geschichte
Die Mohawk-Indianer waren die ersten Einwohner im Gebiet von Hamilton. Heute gibt es südlich von Hamilton in Richtung Brantford (Stadt des Indianerhäuptlings Joseph Brant) das größte kanadische Indianerreservat: Six Nations of the Grand River ‚Die sechs Nationen des großen Flusses‘.
Der erste Europäer an diesem Ort war 1616 Étienne Brûlé. Nach der amerikanischen Unabhängigkeit siedelten sich in dem Gebiet Großbritannien gegenüber loyale Bürger an. Im Krieg von 1812 zwischen den Vereinigten Staaten und Großbritannien gab es eine Schlacht in der Hamiltoner Gemeinde Stoney Creek.
- 1815: George Hamilton, ein Lokalpolitiker, verkaufte 106 ha Land in Wentworth County.
- 1833: Die Gemeinde bekam eine Polizei und wurde nach George Hamilton benannt.
- 1846: Hamilton wurde zur Stadt ernannt.
- 1930: fanden in Hamilton die British Empire Games statt.
- 1974: Stadt Hamilton und alle anderen fünf Gemeinden von Wentworth County (Ancaster, Dundas, Flamborough, Glanbrook, Stoney Creek) gründeten den Regionalverband Hamilton-Wentworth.
- 2001: Alle Gemeinden des Hamilton-Wentworth Regionalverbandes wurden zu Hamilton eingemeindet.

## Bevölkerung
Der Zensus im Jahr 2021 ergab für die Gemeinde eine Bevölkerung von 569 353 Einwohnern, nachdem der Zensus im Jahr 2016 für die Gemeinde noch eine Bevölkerung von 536 917 Einwohnern ergeben hatte. Die Bevölkerung hat damit im Vergleich zum letzten Zensus im Jahr 2016 etwa im Trend in der Provinz um 5,8 % zugenommen, während der Provinzdurchschnitt bei einer Bevölkerungszunahme von 5,8 % lag. Im letzten Zensuszeitraum von 2011 bis 2016 hatte die Bevölkerung etwas schwächer als der Trend um 3,3 % zugenommen, bei einer durchschnittlichen Bevölkerungszunahme von 4,6 % in der Provinz.
Im Rahmen des „Census 2021“ wurde für die Gemeinde ein Medianalter von 41,8 Jahren ermittelt. Das Medianalter der Provinz lag im selben Zeitraum bei nur 41,6 Jahren. Das örtliche Durchschnittsalter lag bei 41,5 Jahren, bzw. bei 41,8 Jahren in der Provinz. Beim „Census 2016“ wurde für die Gemeinde noch ein Medianalter von 41,5 Jahren ermittelt und für die Provinz von 41,3 Jahren, sowie ein örtliches Durchschnittsalter von 41,3 Jahren, bzw. bei 41,0 Jahren in der Provinz.

### Sprache
In der Gemeinde lebt eine große Anzahl von Franko-Ontariern. Bei offiziellen Befragungen gab mehr als 5 000 der Einwohner an, Französisch als Muttersprache oder Umgangssprache zu verwenden. Auf Grund dieser Anzahl an französischsprachigen Einwohnern gilt in der Gemeinde der „French Language Services Act“. Obwohl Ontario offiziell nicht zweisprachig ist, sind nach diesem Sprachgesetz die Provinzbehörden verpflichtet, ihre Dienstleistungen in bestimmten Gebieten auch in französischer Sprache anzubieten.
Es gibt auch eine kleine deutschsprachige Gemeinde, mit einer Kirche, dem Germania Club, dem Schweizer Restaurant Züri, dem Restaurant Black Forest Inn und dem europäischen Markt Denningers. Die größte Einwanderungswelle von Deutsch-Kanadiern gab es zwischen 1946 und 1954.

## Wirtschaft und Infrastruktur

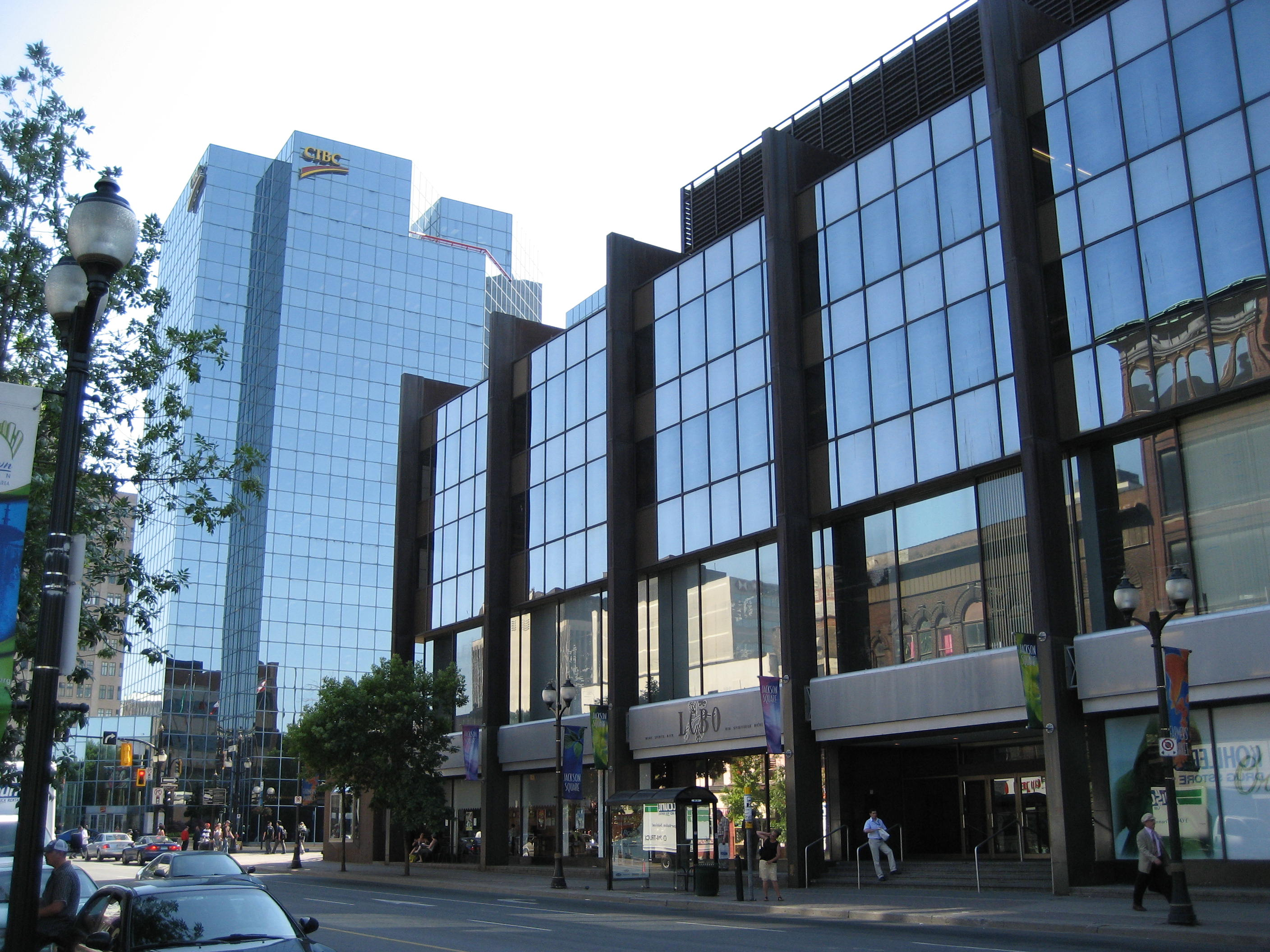
Die Lloyd D. Jackson Square Shopping Mall in der Innenstadt

Wegen seiner Geschichte als Industriestadt von der Mitte des 19. bis zur Mitte des 20. Jahrhunderts wird Hamilton auch Ambitious City, Steel City ‚Stahlstadt‘, The Hammer, Lunchbucket City oder Scumilton genannt. Die zwei größten Stahlwerke sind Stelco (mit Gewerkschaft) und Dofasco (ohne Gewerkschaft). Als bedeutender Stahlproduzent war die Stadt lange Zeit für ihre schlechte Luft berüchtigt, mittlerweile greifen aber Umweltschutzmaßnahmen, auch schlossen zwei Stahlwerke.
Heutzutage arbeiten jedoch mehr Personen in der Medizinindustrie. Auch gibt es viele Arbeitsplätze in Wissenschaft, Regierung, Dienstleistung und Technologie. Die Stadt hat einen eigenen Flughafen, den Flughafen Hamilton, auf dessen Gelände auch das Canadian Warplane Heritage Museum liegt, eine Ausstellung historischer Militärflugzeuge.
Die Stadt besitzt eine Universität (McMaster University) und grenzt an eines der größten Weinbaugebiete Kanadas (Niagara-Halbinsel). Siehe hierzu auch den Artikel Weinbau in Kanada.

## Sehenswürdigkeiten und Kultur
- Dundurn Castle, Schloss eines Ministerpräsidenten der Provinz Kanada aus dem 19. Jahrhundert
- Industriemuseum der Technik des 19. Jahrhunderts
- Königlicher botanischer Garten
- McMaster Museum of Art
- Militärflugzeugmuseum Canadian Warplane Heritage
- Museumsschiff Haida
- Art Gallery of Hamilton Heimatmuseum

## Politik
Die Alt-Hamiltoner wählen mehrheitlich sozialdemokratische Politiker, die Neueinwohner dagegen eher konservative Politiker, zum Beispiel:
- Sam Lawrence, der „Arbeiterbürgermeister“, 1940
- Ellen Fairclough, konservativ, erste Frau in einem Bundesministerium, 1957
- Lincoln Alexander, gemäßigter Konservativer, als erster Kanadier afrikanischer Abstammung im Parlament (1968), als Erster im Bundesministerium (1979) und als erster Vizegouverneur einer kanadischen Provinz (1985)
- Victor Copps, Bürgermeister (1963–1976)
- Sheila Copps (Tochter von Victor), linksliberal, im Parlament 1984–2004, erste Frau als Vizeministerpräsidentin (Deputy Prime Minister, 1993)

## Umwelt und Parks

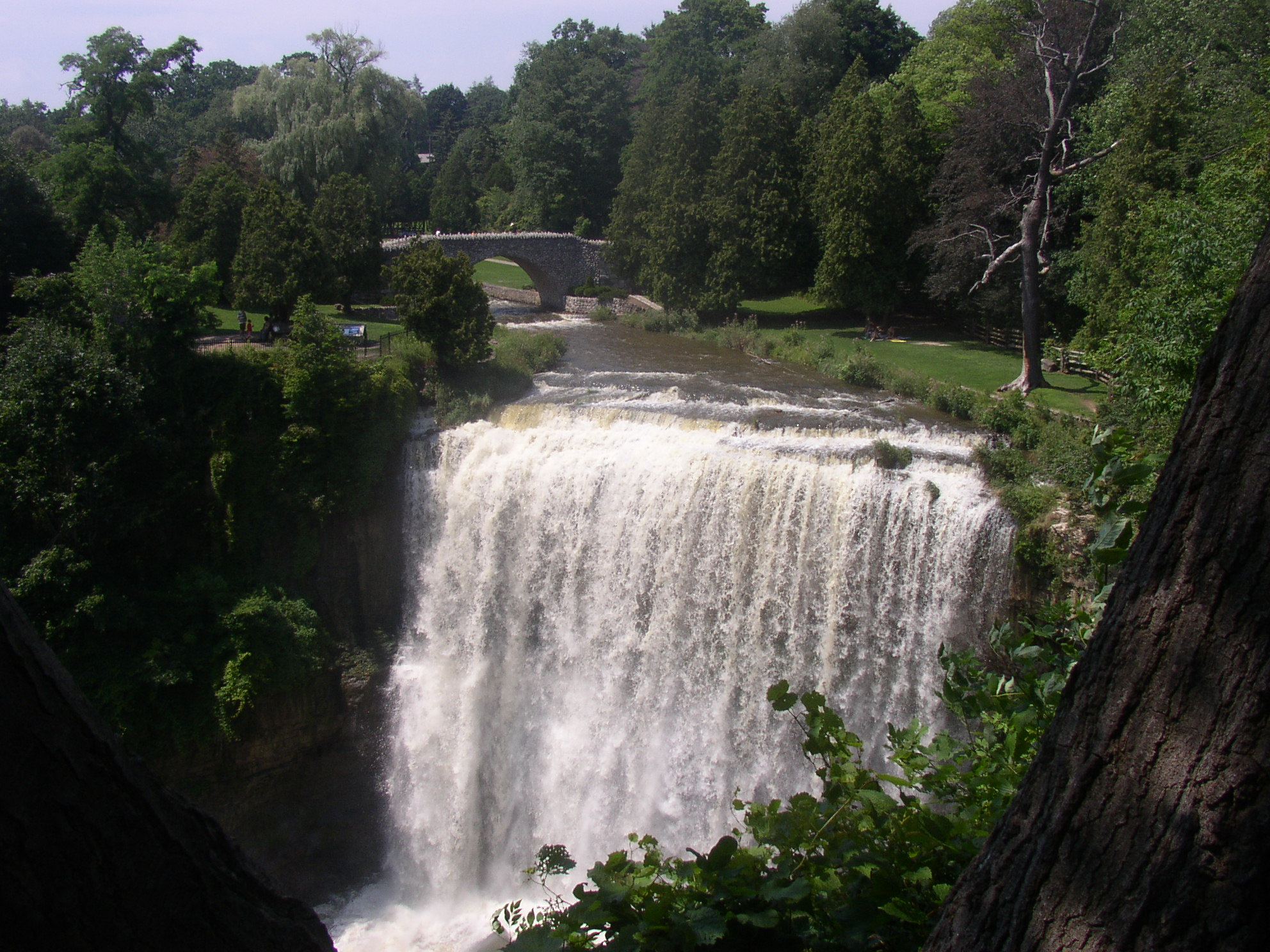
Webster’s Falls am Spencer Gorge / Webster’s Falls Conservation Area

- Royal Botanical Gardens
- Bruce Trail, 800 km Wanderroute von den Niagarafällen bis Tobermory an der Georgian Bay
- Freiluftmuseum Westfield Heritage Centre
- Park der Dundasthal
- Pferde und Casino zu Flamboro Downs
- Wanderersroute von Hamilton bis Brantford
- Zoo der Großkatzen (African Lion Safari)

## Partnerstädte
- Flint (Michigan)
- Fukuyama
- Ma’anshan (Anhui)
- Mangaluru
- Monterrey
- Pittsburgh
- Racalmuto
- Sarasota
- Shawinigan
- Valle Peligna (Provinz L’Aquila)